# Зипбахцелль
Зипбахцелль (нем. Sipbachzell) — коммуна (нем. Gemeinde) в Австрии, в федеральной земле Верхняя Австрия.
Входит в состав округа Вельс. Население составляет 1771 человек (на 31 декабря 2005 года). Занимает площадь 25 км². Официальный код — 41819.

## Политическая ситуация
Бургомистр коммуны — Хайнрих Штригль (АНП) по результатам выборов 2003 года.
Совет представителей коммуны (нем. Gemeinderat) состоит из 19 мест.
- АНП занимает 12 мест.
- СДПА занимает 4 места.
- АПС занимает 3 места.